# Ди Ндинге, Диджоб Дивунги
Диджоб Дивунги Ди Ндинге (фр. Didjob Divungi Di Ndinge: род. 5 мая 1946) — политический деятель Габона, вице-президент Габона с 1997 по 2009 год. Он является членом партии Демократический и Республиканский альянс, который являлся сторонником бывшего президента Омара Бонго Ондимба.
Как вице-президент Габона, Дивунги Ди Ндинге исполнял обязанности президента с мая 2009 по июнь 2009 года, когда президент Омар Бонго Ондимба был госпитализирован.

## Биография
Дивунги Ди Ндинге, представитель этнической группы пуну, родился в Аломби, недалеко от Порт-Жантиля на западе Габона. Инженер по профессии, специализирующийся на электричестве, он начал работать в Энергетической и водной компании Габона (SEEG) в 1972 году первоначально в качестве помощника технического директора. Он быстро вырос в SEEG и стал её генеральным директором в 1974 году, оставаясь на этом посту до 1981 года. Он также был делегатом на уровне министров и советником президента Омара Бонго Ондимба с 1978 по 1981 год.
Затем Дивунги Ди Ндинге  занимал пост министра энергетики и гидроресурсов в правительстве с 1981 по 1990 год; в то время он был членом правящей Демократической партии Габона (PDG). Он присоединился к оппозиции в 1990 году, став генеральным секретарем АDЕRЕ в 1993 году. Он был кандидатом АDЕRЕ на президентских выборах в декабре 1993 года; он объявил о своей кандидатуре 12 октября 1993 года, и на выборах он получил 2,2% голосов.
После выборов 1993 года АDЕRЕ присоединился к президентскому большинству. Дивунги-Ди Ндинге стал мэром Муилы в 1996 году, а также был избран в Национальное собрание как кандидат от ADERE в провинции Нгуни в декабре 1996 года парламентских выборов. Затем он был назначен Омаром Бонго вице-президентом Габона в мае 1997 года и ушёл в отставку со своего поста мэра Муилы и депутата Национального Собрания. В своей роли вице-президента он выступал в качестве заместителя президента Республики, но не был конституционным преемником Президента в случае вакансии на этом посту. После переизбрания президента Бонго на президентских выборах в декабре 1998 года Ди Ндинге подал в отставку, как того требует конституция, но был вновь назначен 23 января 1999 года после вступления Бонго в должность на новый срок.
Дивунги Ди Ндинге пережил предполагаемое покушение на убийство в аэропорту Муила 20 января 2003 года. После президентских выборов в ноябре 2005 года Бонго вновь назначил его вице-президентом в январе 2006 года.
10 октября 2007 года Дивунги Ди Ндинге был эвакуирован в американскую больницу в Нёйи-сюр-Сен, недалеко от Парижа, из-за "внезапной депрессии". Позже, в 2007 году, по случаю 40-й годовщины правления Бонго, Дивунги Ди Ндинге сказал, что Бонго "смог установить прочную связь с [своим] народом на основе диалога и терпимости"

### События 2009 года
Жена Бонго, Эдит Люси Бонго, умерла в марте 2009 года. После её смерти 6 мая 2009 года по габонскому телевидению было объявлено, что Бонго "временно приостанавливает свою деятельность" на посту президента, чтобы "восстановить силы и отдохнуть". В объявлении подчеркивалось, что Бонго был глубоко потрясен болезнью и смертью своей жены, и в нём говорилось, что Дивунги Ди Ндинге исполнял обязанности президента, в то время как деятельность Бонго была приостановлена. Дивунги Ди Ндинге представлял Габон на инаугурации президента Южной Африки Джейкоба Зумы 9 мая 2009 года.
Бонго скончался в испанской больнице 8 июня 2009 года. В соответствии с положениями конституции председатель Сената Роуз Франсин Рогомбе вступила в должность исполняющего обязанности президента 10 июня, и Дивунги Ди Ндинге прекратил осуществление президентских полномочий. Хотя он ушёл в отставку, как того требует Конституция, Рогомбе вновь назначила его на должность вице-президента по 27 июня 2009 года.
21 июля Дивунги Ди Ндинге заявил , что он не будет баллотироваться на президентские выборы 30 августа 2009 года. На своем Четвёртом Внеочередном конгрессе АDЕRЕ отказалось поддержать какого-либо кандидата, а Дивунги Ди Ндинге призвал партийных активистов голосовать в соответствии со своей совестью.
После того, как сын Бонго, Али Бонго Ондимба, победил на президентских выборах и вступил в должность 16 октября 2009 года, он уволил Дивунги Ди Ндинге с поста вице-президента. В Муиле Дивунги Ди Ндинге открыл отель под названием "Mukab".
15 января 2010 года на пленарном заседании АDЕRЕ решило присоединиться к Президентскому большинству, которое оно покинуло в середине 2009 года, выразив при этом поддержку реформам, начатым президентом Бонго с момента его вступления в должность. Дивунги Ди Ндинге был лидером оппозиции во время президентских выборов в августе 2016 года. В разгар насилия, последовавшего за объявлением о переизбрании Бонго, он был одним из лидеров оппозиции, ненадолго задержанных в предвыборном штабе кандидата от оппозиции Жана Пинга.

## Личная жизнь
Диджоб Дивунги Ди Ндинге - младший брат Пьера Клавер Дивонги, который некоторое время был мэром Порт-Жантиля.